# Verlag J. F. Steinkopf
Der Verlag J. F. Steinkopf ist ein 1792 in Stuttgart gegründeter Verlag.

## Geschichte

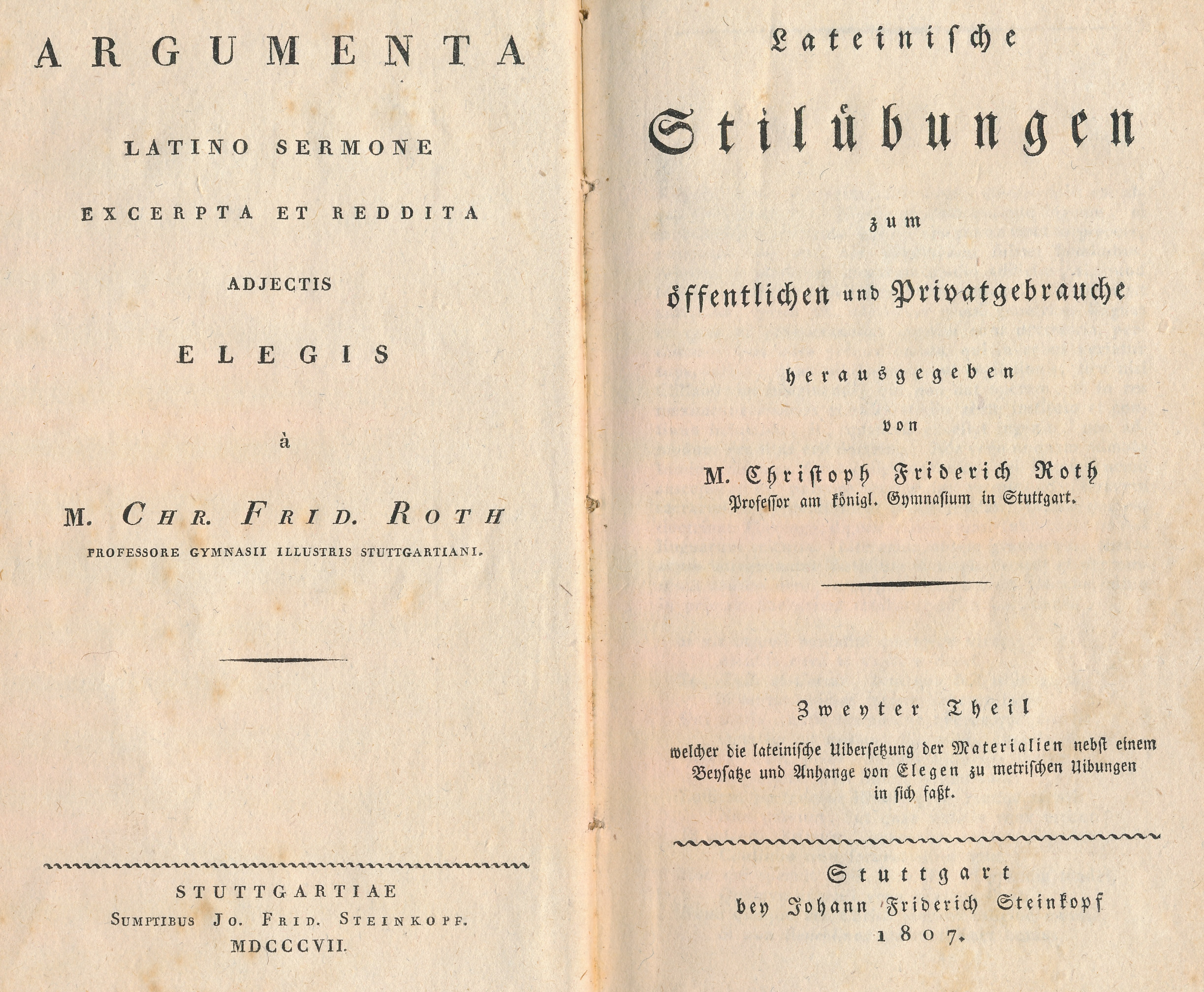
Doppel-Titelseite eines Lateinischen Lehrbuchs von 1807 aus den Anfangsjahren des Steinkopf-Verlages: M. Christoph Friderich Roth, Lateinische Stilübungen

Die Anfänge des Verlages gehen auf das von Herzog Carl Eugen von Württemberg im Jahre 1769 an Johann Christoph Betulius (1728–1791) aus dem Geschlecht von Birken verliehene Privileg zur Führung eines Antiquariats und Verlages zurück. Am 13. März 1792 übernahm ein Enkel von Betulius, der Buchbinderobermeister Johann Friedrich Steinkopf (1771–1852), das Geschäft, welches ab jetzt als J. F. Steinkopf Verlag geführt wurde und dem er 1806 noch die von Karl Jakob Klett erworbene Buchdruckerei und Druckkonzession angliederte. Im Jahre 1815 wurde zuerst das Antiquariatsgeschäft an J. F. Steinkopfs Bruder Ferdinand († 1828) übertragen, welches nach dessen Tod von Gustav Süskind, einem Neffen von J. F. Steinkopf, übernommen wurde.
Die Buchhandlung und Druckerei, die vorerst weiter der Seniorchef geführt hatte, wurde dagegen im Jahre 1840 an J. F. Steinkopfs Neffen Rudely Franz Louis Hänel (1808–1847) übertragen, welcher bereits seit 1834 Teilhaber war. Nach dessen unerwartetem Tod übernahm 1847 Friedrich August Steinkopf (1824–1903), ein Sohn von Ferdinand Steinkopf, den Verlag. 
Um die Geschäftsführung in den Folgejahren zu sichern, setzte Friedrich August Steinkopf ab 1886 zunächst seinen Sohn Carl, dann die beiden Schwiegersöhne, Conrad Christian Weitbrecht (1847–1893) und Konrad Gustorff, sowie später seine Enkel und Söhne von Conrad Christian, Friedrich Weitbrecht (1874–1925) und Otto Carl Weitbrecht (1880–1936), jeweils zu Teilhabern der Firma ein. Friedrich Weitbrecht übernahm nach dem Tod Friedrich August Steinkopfs die Leitung des Unternehmens und gliederte im Jahre 1922 auch wieder das über 100 Jahre zuvor ausgegliederte Antiquariatsgeschäft ein. Ebenso kam ab 1911 der Thienemann-Verlag hinzu, der aber mit Otto Carl Weitbrechts Ausscheiden aus dem Steinkopf-Verlag im Jahre 1916 wieder ausgegliedert wurde. Nach Friedrich Weitbrechts Tod übernahmen ab 1925 zunächst sein Vetter Martin Weitbrecht (1883–1950), verheiratet mit Emilie Steinkopf, und schließlich dessen Neffe Walter Friedrich Weitbrecht (1905–1989) den Verlag. Da zwischenzeitlich auch Carl Steinkopf und dessen Sohn Otto verstorben waren, existierte der traditionsreiche Familienname nur noch im Firmennamen und der Verlag wurde faktisch von der Familie Weitbrecht geführt. 
Im Jahre 1972 wurde das Unternehmen als GmbH unter dem Namen J. F. Steinkopf Druck und Buch GmbH Stuttgart an Ulrich Martin Weitbrecht (* 1927), Sohn von Martin Weitbrecht, mit den drei unabhängig geführten Sparten der Buchhandlung, der Druckerei sowie des Antiquariats übertragen. 1995 wurde Steinkopf Druck von Steinkopf Buchhandlung und Antiquariat getrennt und vier Jahre später erfolgt schließlich die Trennung von Buchhandlung und Antiquariat, das heutzutage von Frieder Weitbrecht (* 1944) geleitet wird, jeweils als GmbH. Bereits 1996 ging die Druck- und Verlagssparte zusammen mit dem Verlag Friedrich Wittig aus Hamburg über in den Evangelischen Presseverband Nord e. V., später Evangelischer Presseverlag Nord GmbH.
Der Firmensitz befand sich in den Gründerjahren in der Holzstraße 16 in Stuttgart und ab 1875 in der Marienstraße 11. Im Jahr 2005 wurde der Firmensitz in die Hermannstraße 5 in Stuttgart verlegt.

## Sortiment

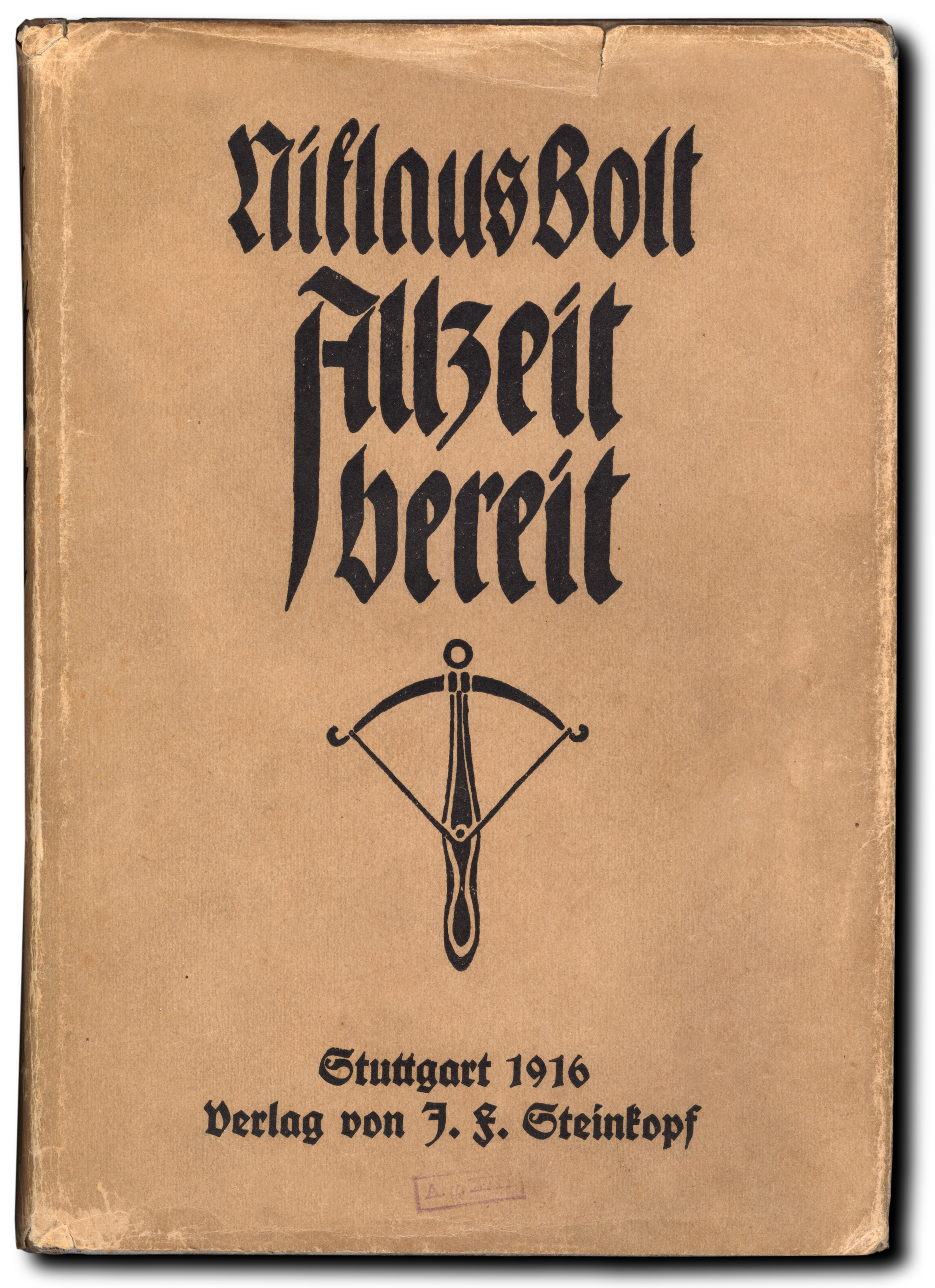
Erstausgabe des 1916 erschienenen Pfadfinderromans „Allzeit bereit“ des Schweizer Pfarrers und Jugendschriftstellers Niklaus Bolt, der sich bis 1934 in 6 Auflagen verkaufte

Der Verlag, der sich bis zum heutigen Tage als Verwalter schwäbischen Kulturgutes sieht und dies auch mit Autorenlesungen und Sonderaktionen unterstützt, erregte seine erste Aufmerksamkeit im Jahre 1792 mit einem neuen Verlagskatalog sowie zwei Jahre später mit der Pflichtlektüre über das Landesaufgebot. Im Jahre 1815 folgte mit den Bestsellern Tägliches Handbuch, eine Gebetssammlung von Johann Friedrich Starck sowie Friederike Luise Löfflers Kochbuch ein weiterer großer Auftrag. Größter Druck- und Verkaufserfolg war aber 1912 das Buch Die Heilige und ihr Narr von Agnes Günther mit einer Auflage von 1,5 Millionen Exemplaren.
Zum Sortiment der Firma zählen schwerpunktmäßig Bücher der evangelischen Theologie vertreten durch Ludwig Hofacker, Julius Köstlin, Karl von Gerok und viele andere sowie Bücher der Württembergischen Landeskunde und der Geschichte, der Pädagogik, Volks- und Jugendliteratur sowie der erzählenden Literatur und Dichtkunst wie beispielsweise von Johann Albrecht Bengel, Friedrich Christoph Oetinger, Johannes Baader, aber auch andere vor allem naturwissenschaftliche Bücher.
Neben Büchern wurden bei Steinkopf auch diverse Zeitschriften verlegt, darunter ab 1831 das unter anderem von Prälat Gottlieb Friedrich von Weitbrecht herausgegebene älteste deutsche Sonntagsblatt Der Christenbote, welches von den Nationalsozialisten 1944 zensiert und verboten wurde oder die von 1836 bis 1916 von Christian Gottlob Barth und weiteren Mitarbeitern herausgegeben Jugendblätter. Zu den langjährigen Reihenpublikationen zählten außerdem die Deutsche Jugend- und Volksbibliothek, die zwischen 1865 und 1908 in 215 Nummern erschienen oder von 1867–1907 Das christliche Kunstblatt von Carl Grüneisen und David Koch.